# 箭内仁
箭内 仁（やない ひとし、1974年10月27日 - ）は、日本の男性声優。賢プロダクション所属。千葉県出身。オンライン声優養成所・SPOT講師。

## 略歴
幼い頃に水泳、習字、空手、サッカーなどの習い事をするも、中学を卒業する頃にはほとんど辞めてしまう。毎日何かをしていた反動なのかその頃からテレビで元々好きだったアニメを良く見るようになる。
高校を卒業する頃、進路に悩んだ結果声優を目指し専門学校に進学するも一年で挫折。しかしほぼ10年後、一度描いた声優になりたいと言う気持ちが忘れられず再挑戦する。

## 人物
特技はサッカー、殺陣。資格は調理師免許。

## 出演
太字はメインキャラクター。

### テレビアニメ
2006年
- こてんこてんこ

2007年
- ひだまりスケッチ（2007年 - 2010年、弁当屋のお兄さん）- 3シリーズ
- 魔法少女リリカルなのはStrikerS（グリフィス・ロウラン）
- ロミオ×ジュリエット（労役者）

2008年
- 銀魂（2008年 - 2011年、隊士A、マコ / 司会者、警官、陰陽師B、店員）

2009年
- 黒執事（2009年 - 2010年、リックマン、楽団員）- 2シリーズ
- 鋼の錬金術師 FULLMETAL ALCHEMIST（部下、無線の声）

2010年
- いちばんうしろの大魔王（ラバーズ）
- こばと。（青年）
- とある科学の超電磁砲（手下B）

2011年
- クロスファイト ビーダマン（2011年 - 2013年、巻レイジ）- 2シリーズ
- 聖痕のクェイサーII（生徒）
- 夢喰いメリー（御堂ケン）

2012年
- ハヤテのごとく! CAN'T TAKE MY EYES OFF YOU（カラス / シドウ）
- ヨルムンガンド（トージョ、警官）- 2シリーズ

2013年
- THE UNLIMITED 兵部京介（宿木明夫）
- 進撃の巨人（兵1）
- 団地ともお（2013年 - 2015年、今野裕二、店員、宅配業者、野球の解説、カトリーヌ、警官）

2014年
- 異能バトルは日常系のなかで（湯川東平）
- ガンダムビルドファイターズトライ（生徒会長）

2015年
- 境界のRINNE（店主の霊）

2016年
- キズナイーバー（福澤）
- 新あたしンち（大野）
- フューチャーカード バディファイト（2016年 - 2018年、遠隔の罠師 ロン・リモート、グリモ）- 2シリーズ

2018年
- グランクレスト戦記（ボルツ）

### 劇場アニメ
- 涼宮ハルヒの消失（2010年、植松雅樹[6]）

### OVA
- 茄子 スーツケースの渡り鳥（2007年）
- “文学少女”メモワールIII -恋する乙女の狂想曲-（2010年、男子生徒2）
- 黒子のバスケ 2nd SEASON（2014年、北林[7]）※第6巻 第41.5Q
- 進撃の巨人 悔いなき選択（2014年、仲間[8]）※単行本第15巻DVD付き限定版

### Webアニメ
- 最終試験くじら（2007年、奴）

### ゲーム
2007年
- 十次元立方体サイファー 〜ゲーム・オブ・サバイバル〜（牧田政樹、綿貫武史、警官2）

2008年
- 剣と魔法と学園モノ。（セレスティア・男）
- タイムホロウ 奪われた過去を求めて（三原元樹）
- ルミナスアーク2 ウィル（千速のエース）

2009年
- アークライズファンタジア（アヴリーズ）
- Under The Moon 〜クレセント〜
- 蒼天の彼方（慧）

2011年
- NOISE―voice of snow―（ギルフォード）

2012年
- ジェネレーション オブ カオス6（ヒース）
- 時と永遠 〜トキトワ〜
- 倭人異聞録 〜あさき、ゆめみし〜（科戸）

2013年
- DISORDER6（ヤス）
- 図書室のネヴァジスタ THE FOOL（白峰春人）

2015年
- アウトディビジョン -刑徒隷僕区-（逆木蘭）

### BLCD
- きら星ダイヤル（谷川）
- STRAY・SHEEP ストレイシープ（三枝、警官1）
- 両手に君の告白を

### 吹き替え
- WITHOUT A TRACE/FBI 失踪者を追え! #112、117（セス・フォリー）、125

### ボイスオーバー
- マーサ・スチュワート

### ラジオ
- Ya!! NightWing  （WEBラジオ）
- かんらじっ♪  （WEBラジオ）

#### ラジオドラマ
- VOMIC
  - 悪魔で候（鈴木雅行）
  - CRASH!（青柳侑吾）
  - 黒子のバスケ（高尾和成）

### 舞台
- Fantastic X’mas
- CRUZ
- CAT HAS NINE LIVES
- 嵐になるまで待って
- time letter　〜春がきたら〜
- VERY MERRY Xmas!